# Beleutinus orlovi
Beleutinus orlovi és una espècie de mamífer extint de la família dels zhelèstids que visqué durant el Cretaci. Se n'han trobat restes fòssils al Kazakhstan.